# 三三九度

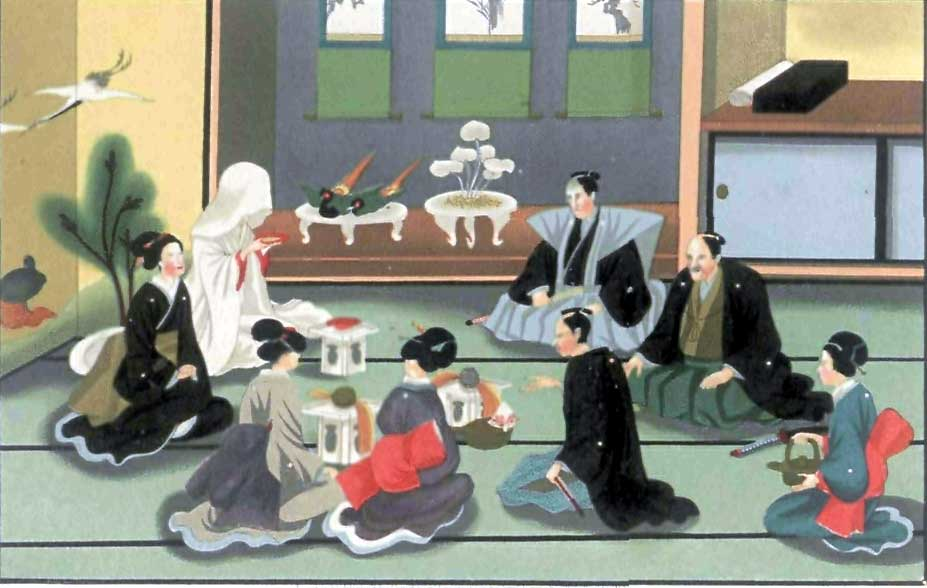
固めの盃

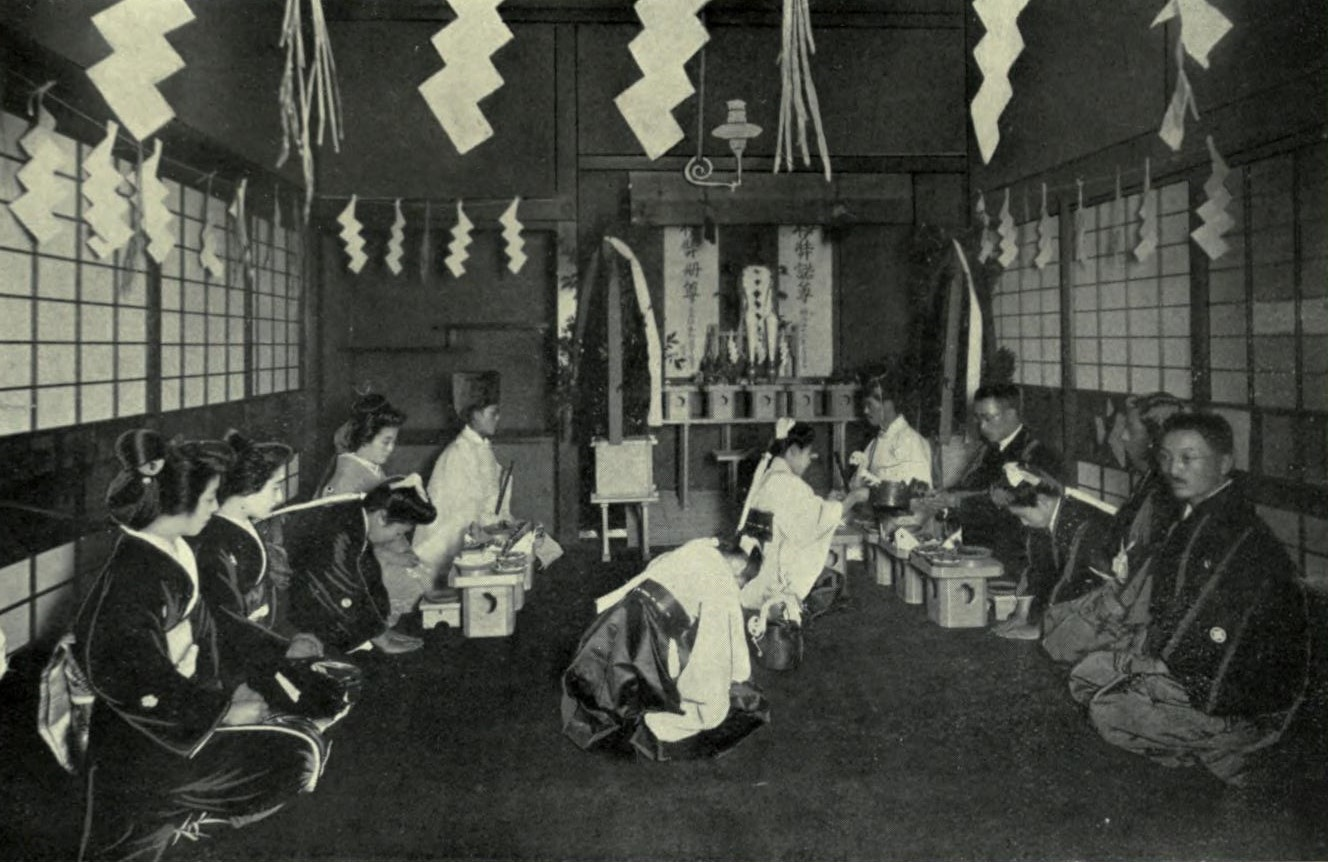
明治時代の結婚式での三三九度

三三九度（さんさんくど）は、日本の結婚式で行われる固めの儀式の1つ。三献の儀ともいう。

## 概要
男女が同じ酒を飲み交わす。初めに男性が三度、次に女性が三度、最後に男性が三度の合計九度飲む。儀式には大中小3つの大きさの盃を一組にした三ツ組盃が用いられる。三三九度は神前式以外の和の人前式の儀式としても取り入れられている。人前式の儀式としては他に、「水合わせの儀」「貝合わせの儀」などがある。
三三九度は婚礼の中で、夫婦および両家の魂の共有・共通化をはかる儀式である。日本の共食信仰に基づく。
平安時代の大饗や、南北朝・室町時代以降の本膳料理など、儀礼的な酒宴の習慣があったが、酒宴の初めには本膳料理では式三献と呼ばれる主人と客の間で盃が交わす酒礼が行われていた。
婚礼の「夫婦盃」が儀礼として様式化されるのは、室町時代の武家社会からであり、伊勢流・小笠原流などの礼法によって整備され、次第に民間に広まった。

## 道具

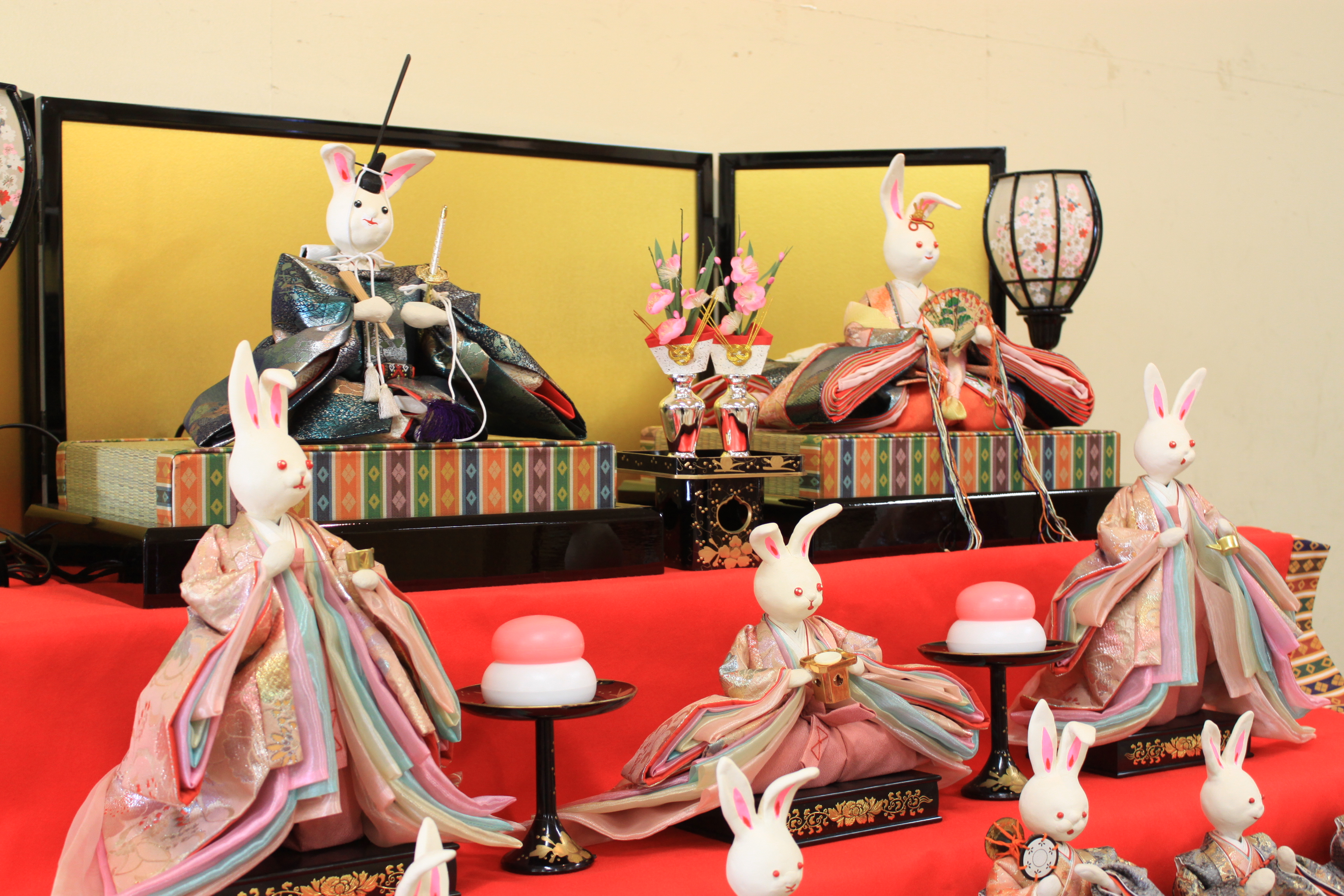
三人官女は式三献に必要な道具を持っている

婚礼の再現であるひな人形において、式三献に用いる道具を持っているのが三人官女である。中央の三方に盃を持ち、左右がそれぞれ酒を注ぐための長柄（銚子）と加え（提子）を持っている。
進行としては、長柄を手にした本酌が盃に酒を注ぎ、次酌は加えを使って長柄に酒を補充する役割である。